# سونش

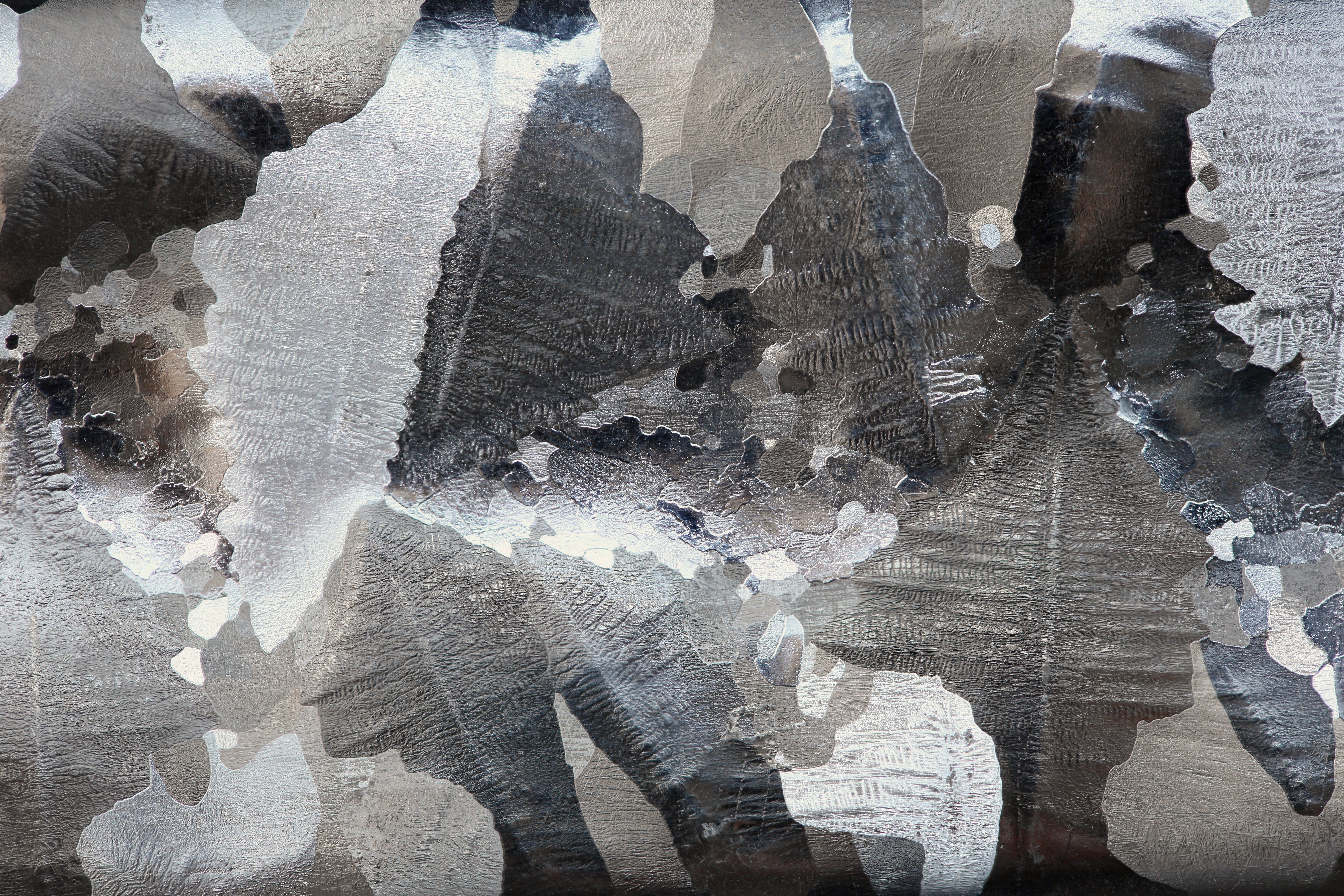
یک میلهٔ خلوص بالای آلومینیومی (≥۹۹٫۹۹۹۸٪) زدایش‌شده

کَنده‌کاری شیمیایی (به انگلیسی: Chemical milling) یا حكاكي صنعتی (به انگلیسی: industrial etching) به فرایند پرداخت و لایه‌برداری از روی سطوح مواد آلی یا معدنی و ایجاد فرورفتگی در آن‌ها به کمک یک ماده خورنده گفته می‌شود.
این فرایند معمولاً به دو صورت خشک یا خیس انجام می‌شود. در روش خشک اقدام به برداشتن لایه‌هایی از روی سطح ماده مورد نظر به صورت فیزیکی و مکانیکی می‌شود. ابزار به کار گرفته شده بسته به ابعاد قطعه و ظرافت ساختار نهایی از سوهان تا شلیک یون متفاوت است. در روش خیس معمولاً از مواد خورنده شیمیایی برای این کار استفاده می‌شود به همین دلیل این روش به اسم زُدایش شیمیایی شناخته می‌شود.

## تاریخچه

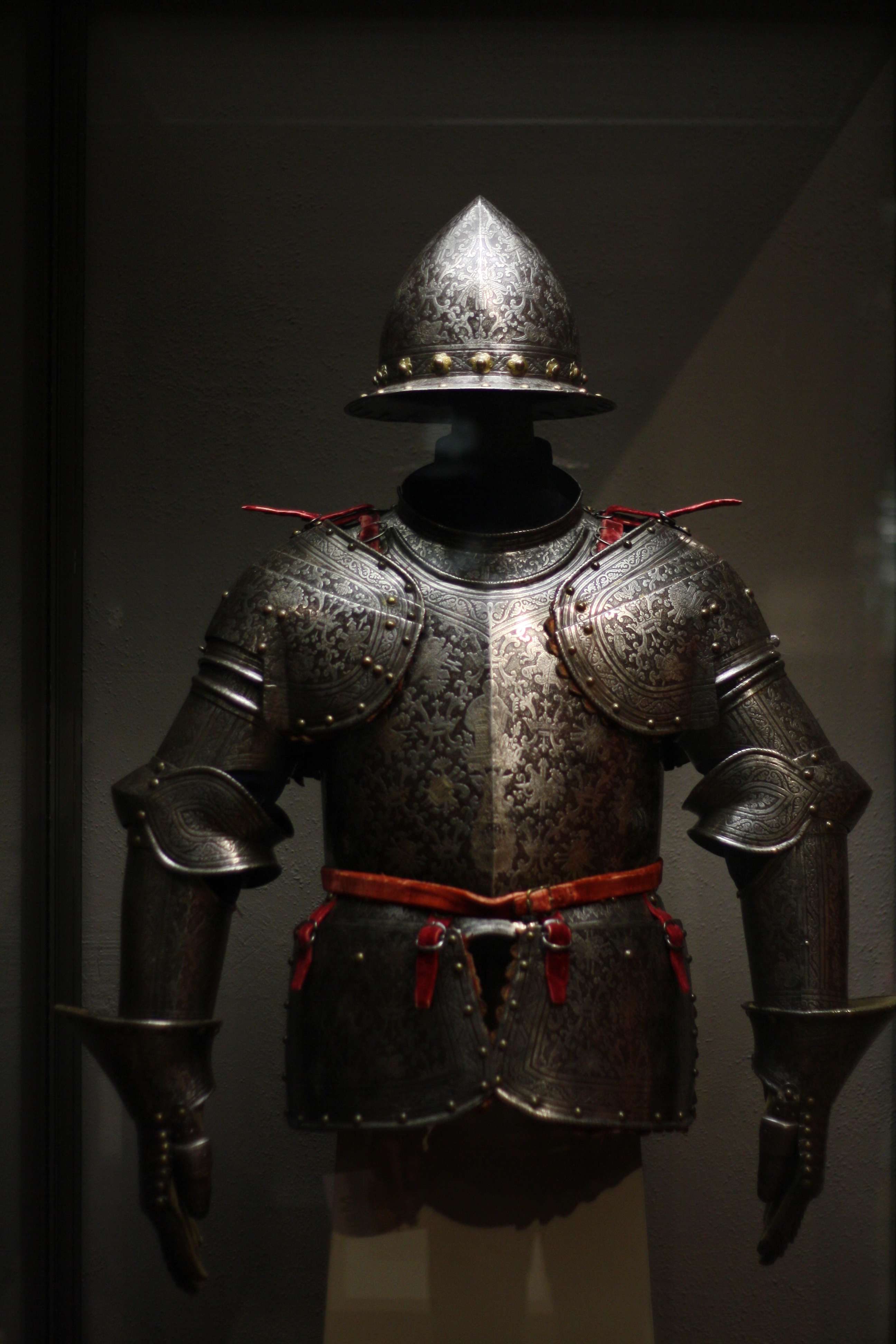
یک لباس زرهی زدایش‌شده از جنس فولاد، برنج و چرم (۱۶۰۰ میلادی - میلان)

استفاده از مواد شیمیایی آلی مانند اسید لاکتیک و اسید سیتریک برای برای اچ (etch) کردن فلزت و تولید محصولات تاریخچه ای طولانی دارد و استفاده از این روش حتی به ۴۰۰ سال قبل از میلاد مسیح - زمانی که سرکه برای خوردگی سرب و ایجادpigment ceruse (که به عنوان سرب سفید نیز شناخته می‌شود)، بر می‌گردد. اغلب روش‌های جدید فراوری شیمیایی شامل زدایش‌گرهای شیمیایی(etchants) قلیایی هستند که ممکن است تاریخچهٔ استفاده از آن‌ها به اوایل قرن اول میلادی بازگردد.
زدایش کردن لباس‌های نظامی زرهی با استفاده از اسیده‌ای معدنی قوی تا قرن پانزدهم گسترش نیافت. در این روش از مخلوط زدایشگرها با نمک، زغال و سرکه روی ورق زرهی که ابتدا به روغن بزرک (روغن کتان) آغشته شده بود، مالیده می‌شد. این زدایشگرها به مناطق محافظت نشده نفوذ می‌کردند و باعث می‌شدند که مناطق آغشته شده به روغن بزرک برجسته شوند. زدایش کردن به این روش باعث می‌شد لباس زرهی طوری تزیین شود که انگار با حکاکی دقیق تزیین شده باشد؛ اما بدون وجود پلیسه و خارهای بالا رفته. همچنین در این روش دیگر التزامی در جهت نرم‌تر بودن لباس زرهی از ابزار حکاکی وجود نداشت. در اواخر قرن هفدهم، از عمل زدایش برای تولید خطوط نشانگر اندازه بر روی ابزارهای اندازه‌گیری استفاده شد؛ مقدار نازکی خطوطی که از طریق روش زدایش شیمیایی قابل دست‌یابی بود، باعث می‌شد تا ابزارهای اندازه‌گیری بتواند مقدارهای درست‌تر و و دقیق‌تری از ابزارهای اندازه‌گیری گذشته را اندازه‌گیری کنند. کمی بعد از آن، از فرایند زدایش شیمیایی برای حک صفحات اطلاعات خط سیر (trajectory) برای اپراتورهای توپ و توپخانه استفاده شد؛ کاغذ به ندرت از سختی‌های جنگ جان سالم به در می‌برد، اما یک ورق فلزی حکاکی شده می‌تواند کاملاً بادوام باشد. اغلب چنین اطلاعاتی (نشانگرهای اندازه‌گیری) بر روی تجهیزاتی مانند خنجرها و بیل‌ها تیز حک شده است.
در سال ۱۷۸۲, این کشف توسط John Senebier صورت گرفت که رزین‌های خاصی حلالیت خود را در برابر تربانتین (روغن حاصل از تقطیر شیره بنهٔ درختان کاج) در معرض نور از دست دادند؛ یعنی این محلول با قرار دادن در معرض نور خورشید سخت می‌شد. این کشف امکان ایجاد فرزکاری فتوشیمیایی (Photochemical Milling) را فراهم کرد، که در آن یک مایع پوششی در کل سطح یک ماده اعمال می‌شود، و طرح کلی منطقهٔ تحت پوشش با قرار دادن آن در معرض نور فرابنفش ایجاد می‌شود. در توسعه روش‌های عکاسی به‌طور گسترده از فرزکاری فتوشیمیایی استفاده شد، که به نور اجازه می‌دهد تا بر روی ورق‌های فلزی، نقش و نگار ایجاد کند.
یکی از اولین استفاده‌های زدایش شیمیایی در فرز کاری قطعات تجاری یک کارخانه در سال ۱۹۲۷ بود، زمانی که شرکت سوئدی Aktiebolaget Separator یک روش تولید فیلترهای آشکارسازی لبه را با زدایش شیمیایی شکاف‌ها در فیلترها ثبت (پتنت) کرد. بعدها، در حدود دهه ۱۹۴۰ میلادی، از روش فرزکاری شمیایی به‌طور گسترده برای ماشین‌کاری نمونه‌های نازک فلزات بسیار سخت استفاده شد؛ به عنوان نمونه از زدایش نوری (photo-etching) از هر دو طرف برای بریدن ورق‌های فلزی، فویل‌ها و آلیاژلایی برای ایجاد shim استفاده شد.

## کاربردها
زُدایش از زمان رنسانس به عنوان یک روش جایگزین برای کنده‌کاری و سوهان‌کاری فلزات استفاده می‌شده است. امروزه در صنعت از زُدایش برای تولید مدارهای چاپی و تولید قطعات نیم‌رسانا کاربرد فراوانی دارد. از این فرایند در تولید قطعات میکروالکترومکانیکی یا مدارات مجتمع به صورت گسترده‌ای استفاده می‌شود. زُدایش در تولید آثار هنری هم استفاده می‌شود برای مثال می‌توان از چاپ تیزابی نام برد.

### صنعت
در صنعت بعضی قطعات کوچک فلزی با روش زُدایش شکل داده می‌شوند. برای مثال چرخ‌دنده‌های ساعت‌های مچی با این روش تولید می‌شوند. در کنار این‌گونه قطعات، می‌توان ساختارهایی روی سطوح، مثل کانال، هم با این روش تولید کرد. در صنایع الکترونیک خطوط هادی روی مدار چاپی با زُدایش لایه نازک مس تولید می‌شود. معمولاً این لایه مس روی یک صفحه از جنس کاغذ پنبه فنلی یا اپوکسی تقویت شده با الیاف شیشه قرار می‌گیرد.

در صنایع نیمه‌هادی موادی که در تولید مدارات نیمه‌هادی یا ساختارهای میکرومتری کاربرد دارند با روش زُدایش شکل‌دهی می‌شوند. در این صنعت روش‌های خشک مانند زُدایش پلاسما، زُدایش بازفعال یونی عمیق، کندوپاش یا زُدایش پرتو یونی و همچنین زُدایش شیمیایی مانند استفاده از محلول پتاسیم هیدروکسید برای خوردن سطوح سیلیکونی استفاده می‌شود.

### متالوگرافی

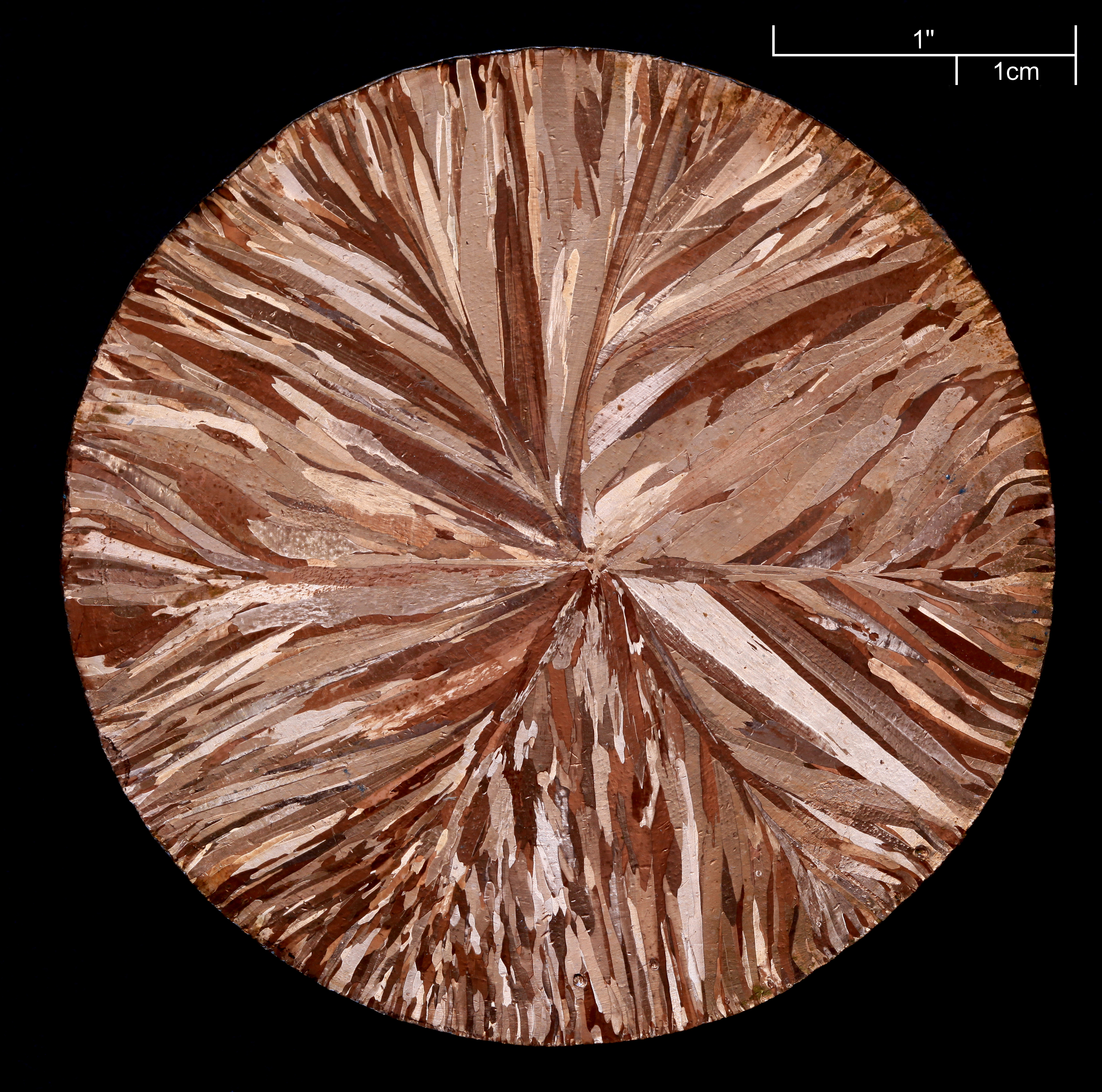
ریزساختار مقطع برش خورده‌ای از یک میله مسی که توسط فرایند زُدایش صیقل داده شده و نمایان گردیده است.

در متالوگرافی، زُدایش یک فنون شیمیایی است که برای نمایان کردن ریزساختار فلزات در مقیاس میکروسکوپی استفاده می‌شود. با مطالعه ویژگی و توزیع این ریزساختارها متالورژیست‌ها قادر به توضیح خواص فیزیکی و عملکردی نمونه مورد بررسی می‌شوند.

#### انواع زُدایش در متالوگرافی[۲]
- شیمیایی
- الکترولیتی
- گرمایی
- پلاسما
- نمک مذاب
- مغناطیسی

متداول‌ترین فنون‌ها، روش‌های زُدایش شیمیایی و زُدایش الکتروشیمیایی می‌باشد. محلول مورد استفاده در زُدایش شیمیایی معمولاً ترکیبی از یک اسید یا باز با یک عامل اکسنده یا کاهنده در داخل یک محلول مانند الکل می‌باشد. زُدایش الکتروشیمیایی ترکیبی از زُدایش شیمیایی با یک ولتاژ یا جریان می‌باشد.
محلول‌های مختلفی برای زُدایش شیمیایی ساخته شده است که از اجزایی مانند آمونیاک، هیدروژن پراکسید و اسید هیدروکلریک حاصل شده است. از محلول‌های مختلف برای زُدایش فلزات مختلف استفاده می‌شود. برای مثال از محلول ASTM 30 که از ترکیب آمونیاک، هیدروژن پراکسید (۳٪) و آب یون زدایی شده ساخته شده است، برای زُدایش مس استفاده می‌شود.

### هنر و صنایع دستی

#### تزیین سلاح

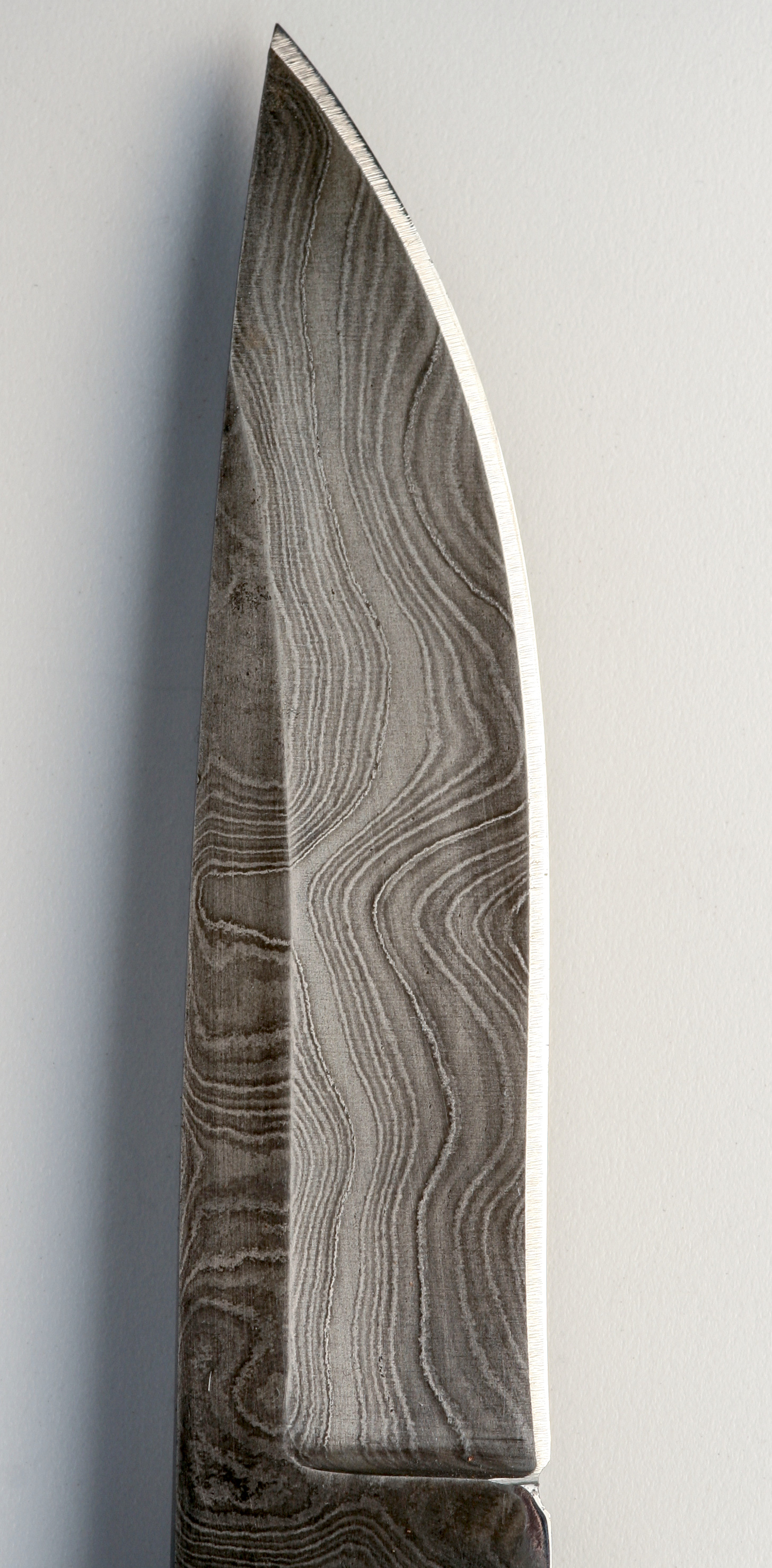
چاقوی فولادی دمشقی

استفاده از زُدایش برای تزیین سلاح یکی از قدیمی‌ترین کاربردهای این فرایند است. برای مثال چاقوهای فولادی دمشقی به دلیل خورندگی غیر همگن ماده خورنده، دارای رگه‌هایی روی چاقو هستند.
برای ایجاد طرح‌های براق روی یک سطح مات یا برعکس معمولاً قسمت‌هایی که باید براق باشند را در معرض یک ماده خورنده مانند بخار جوهر نمک قرار می‌داده‌اند. برای تولید این اسید نمک طعام را با اسیدسولقوریک مخلوط می‌کردند. اگر حروف یا تصاویری که باید ایجاد شوند در معرض اسید قرار بگیرند آنگاه این حروف و تصاویر به صورت فرورفته ایجاد می‌شدوند و اگر این حروف و تصاویر با یک ماده محافظ پوشیده شوند و بقیه نقاط در معرض اسید قرار بگیرند این حروف و تصاویر حالت برجسته خواهند داشت.

#### نقره‌کاری و طلاکاری و شیشه‌کاری
در طلاکاری و نقره‌کاری برای ایجاد نوشته و تصاویر روی قطعات فلزی، به جای کنده‌کاری دستی که بسیار وقت‌گیر است، از فرایند زُدایش استفاده می‌شود.
برای ایجاد طرح روی شیشه‌های گران‌قیمت هم از این روش بهره گرفته می‌شود.

## روش کار
فرزکاری شیمیایی به‌طور استاندارد شامل پنج مرحله است:

#### پاک‌سازی
پاکسازی فرایند آماده‌سازی برای تضمین این است که سطحی که باید حک شود عاری از آلاینده‌هایی است که می‌تواند به‌طور منفی کیفیت نهایی کار را تحت‌تاثیر قرار دهد. سطحی که به درستی پاکسازی نشده می‌تواند باعث کاهش چسبندگی پوشش شود که همین امر باعث می‌شود زدایش از سطح نادرست صورت بگیرد یا در صورت تشخیص درست سطح زدایش دچار غیریکنواختی شود.

#### پوشش (ماسک کردن)
ماسک کردن فرایند اعمال مواد پوششی به سطح است تا اطمینان حاصل شود که بار برداری تنها از نواحی مورد نظر انجام می‌شود. پوشش مایع می‌تواند از روش dip-masking به قطعه اعمال شود. در این روش قطعه در یک مخزن حاوی مایع پوششی فرو برده می‌شود و سپس در جایی مناسب قرار می‌گیرد تا خشک شود. روش دیگر اعمال پوشش از طریق جریان دادن مایع پوششی روی سطح قطعه است. مواد پوششی رسانا را نیز می‌توان از روش نهشت الکترواستاتیکی اعمال کرد. در این روش ذرات پوشش دهنده هنگام اسپری شدن به سطح بار الکتریکی پیدا می‌کنند که همین بار الکتریکی باعث چسبیدن پوشش به سطح قطعه کار می‌شود.

#### خط‌کشی
در این مرحله پوشش سطح در نواحی هدف برای ایجاد زدایش شیمیایی برداشته می‌شود. در کاربردهای هنری و تزیینی این عمل معمولاً با دست و از طریق ابزارهای سوزنی و چاقویی شکل مخصوص (مثل Scribing knife و etching needle) انجام می‌شود. در کاربردهای مدرن صنعتی با کمک اپراتور از دستگاه‌های cnc برای سرعت‌بخشی و اتوماسیون تولید، استفاده می‌شود. در قطعاتی که نیاز به چند مرحله زدایش دارند از طرح‌های پیچیده شامل کدهای رنگی و روش‌های مشابه استفاده می‌شود.

#### زدایش شیمیایی (اچ کردن)
زدایش، غوطه‌وری قطعه در حمام شیمیایی و عملیات شیمیایی انجام‌شده برای باربرداری مورد انتظار است. زمان صرف‌شده در حمام شیمیایی عمق زدایش (بار برداری) حاصل را تعیین می‌کند؛ این زمان از طریق فرمول زیر محاسبه می‌شود:
{\displaystyle E={s \over t}}
که در آن E نشان‌دهنده نرخ زدایش (etch rate) , s نشان دهندهٔ عمق برش مورد نیاز و t زمان غوطه‌وری نهایی مورد نیاز برای باربرداری است. نرخ زدایش بر اساس عواملی مثل غلظت و ترکیب زدایش‌گر، ماده مورد استفاده برای قطعه تحت زدایش و شرایط دمایی تغییر می‌کند. بر اساس ذات غیر ثابت این متغیر، نرخ زدایش را به صورت تجربی و به فاصلهٔ کمی از عمل زدایش اصلی تعیین می‌کنند. برای اندازه‌گیری نرخ زدایش، یک نمونه کوچک از ماده مورد استفاده، با شرایط یکسان دمایی و ضخامت یکسان، تحت زدایش شیمیایی قرار می‌گیرد. با استفاده از زمان مورد نیاز برای آزمایش و اندازه‌گیری عمق باربرداری شده، می‌توان نرخ زدایش را محاسبه کرد و از آن برای تخمین زمان مورد نیاز برای غوطه‌وری در عملیات زدایش اصلی استفاده کرد.

#### ماسک برداری (demaking)
در این مرحله قطعه از مواد زدایش‌گر (Etchants) و مواد پوششی (maskants)، پاک می‌شود. مواد زدایش‌گر معمولاً با شست و شو توسط آب تمیز و سرد از سطح قطعه پاک می‌شوند. در حالت شایعی که فرایند زدایش یک لایه نازک اکسید روی سطح ماده باقی گذاشته، از حمام اکسیژن‌زدایی استفاده می‌شود.
برای برداشتن مواد پوششی از روش‌های مختلفی استفاده می‌شود که پرکاربردترین روش، استفاده از روش‌های دستی با کمک ابزارهای جرم‌تراشی سطح است. این کار اغلب زمان‌بر و پر زحمت است و برای فرآیندهای در مقیاس بزرگ ممکن است خودکار باشد